# Koffiezetapparaat

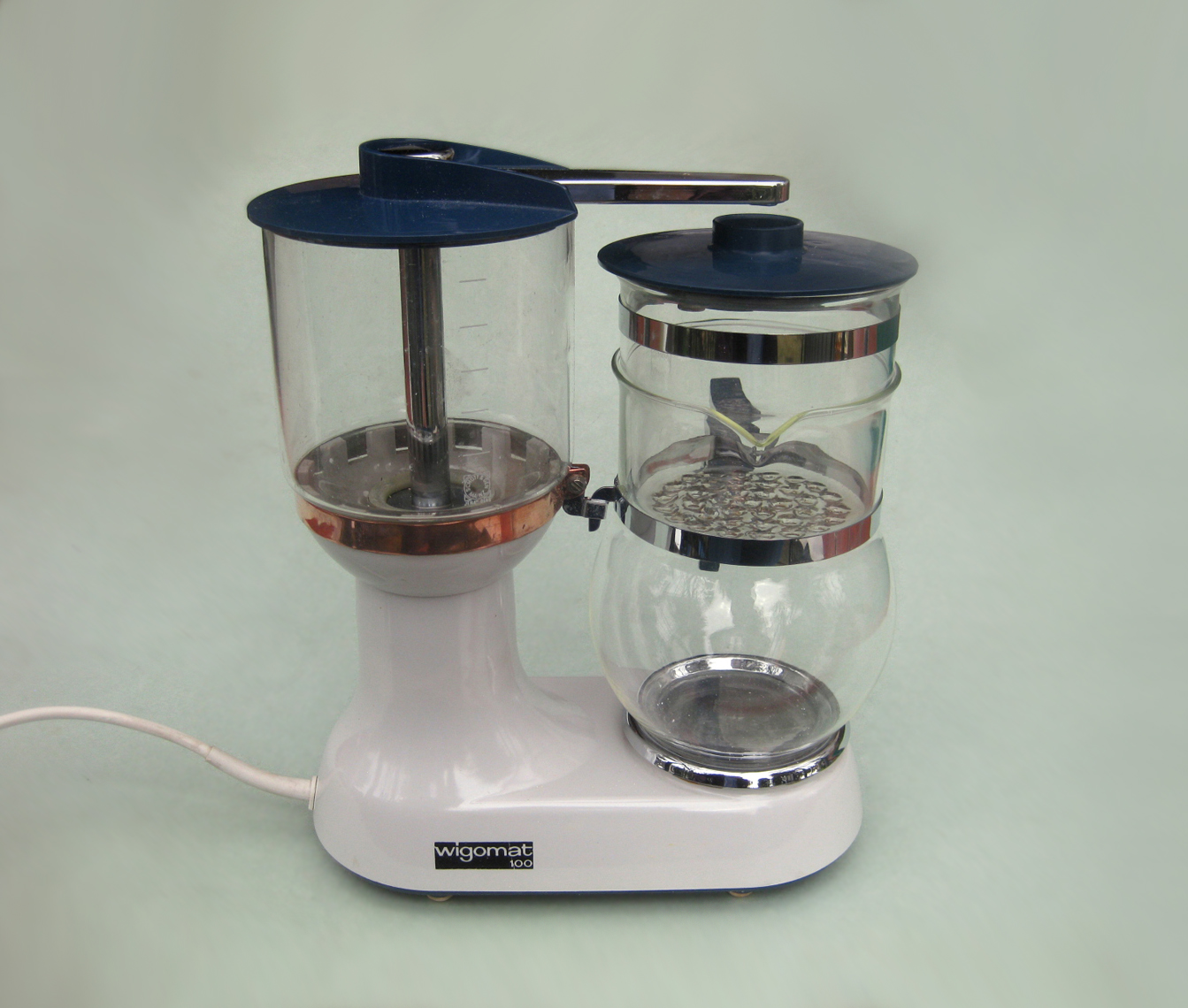
De Wigomat was het eerste zogenaamde elektrisch snelfilter

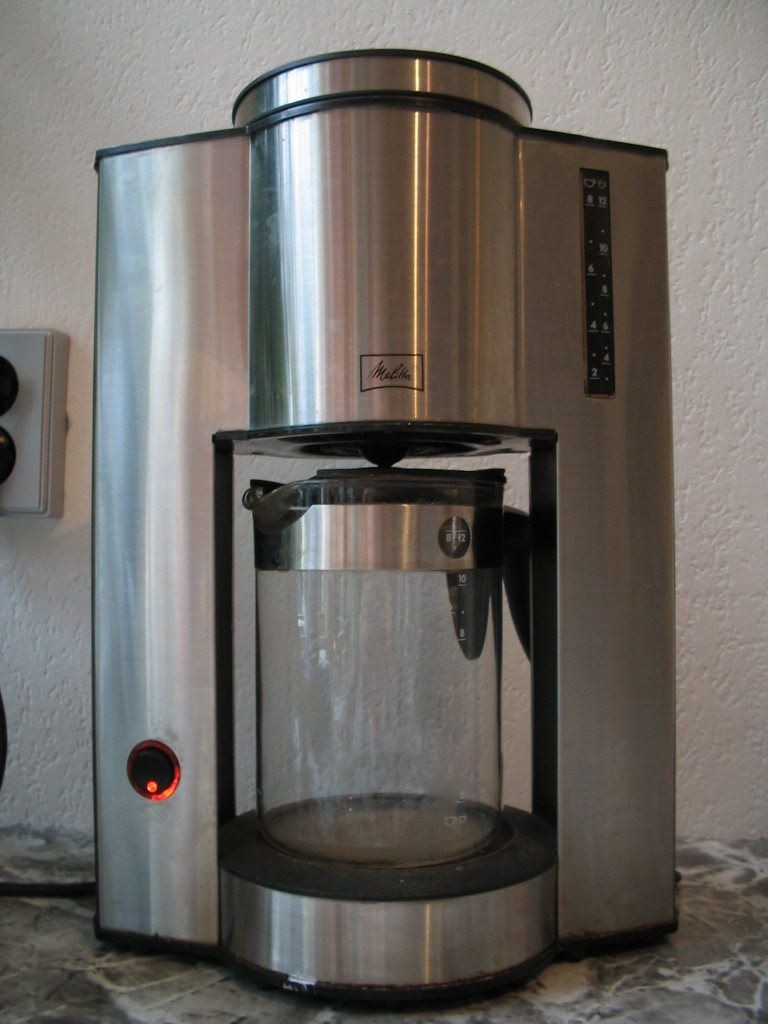
Koffiezetapparaat met kan

Een koffiezetapparaat of koffiezetter is een huishoudelijk apparaat waarmee koffie kan worden klaargemaakt. De gangbare apparaten werken op elektriciteit, maar er bestaan ook exotische toestellen waarin koffie wordt gezet boven bijvoorbeeld het open vuur van een spiritusbrander.

## Functioneren
Het  koffiezetapparaat zoals dat vaak in huishoudens wordt gebruikt, is uitgerust met een koffiefilter in een houder. In het filter gaat fijngemalen koffie, verder is er een reservoir voor het water en een koffiekan om de hete koffie in op te vangen. Het water wordt in een metalen buis verwarmd tot bijna het kookpunt en druppelt op de koffie in het filter. Het filter zorgt ervoor dat alleen het watermengsel met koffiearoma in de koffiekan terechtkomt en de koffiedrab in het filter achterblijft.
Machines waarin koffiepads worden gebruikt zijn een doorontwikkeling van het meer traditionele koffiezetten met een koffiefilter.

## Onderhoud
Op geregelde tijden moet de machine ontkalkt worden, om kalkvorming tegen te gaan. Hiervoor zijn speciale middelen te koop, ook kan voor dit doel azijn worden gebruikt.

## Soorten koffiezetapparaten
- koffiezetapparaat - met papieren of metalen filter,
- koffiezetapparaat - met koffiepads zoals de Senseo,
- koffiezetapparaat - met gesloten capsules zoals de Nespresso
- koffie-volautomaat - met verse koffiebonen,
- espressomachine -  met filterbakje en heet water onder hoge druk,
- kraantjespot - antiek koffiezetapparaat waarin de koffie bezinkt in plaats van gefilterd wordt,
- mokkapot - heet water wordt onder lage druk door de gemalen koffie geperst,
- napoletana - soort mokkapot uit Napels,
- koffiepercolator - heet water wordt over de gemalen koffie geleid,
- cafetière - gemalen koffie en heet water, koffieprut wordt naar beneden gedrukt,
- sifon - een mechanisch apparaat dat gebruikmaakt van een waterslot,
- pistonmachine - een zelf-instelbare, halfautomatische espressomachine,
- koffiemachines voor grootverbruik - gebruiken soms een vloeibaar koffie-extract.